# Красносвободненский сельсовет
Красносвободненский сельсовет — сельское поселение в Тамбовском районе Тамбовской области Российской Федерации.
Административный центр — село Красносвободное.

## История
Статус и границы сельского поселения установлены Законом Тамбовской области от 17 сентября 2004 года № 232-З «Об установлении границ и определении места нахождения представительных органов муниципальных образований в Тамбовской области».

## Население
| 2010  | 2012  | 2013  | 2014  | 2015  | 2016  | 2017  |
| ----- | ----- | ----- | ----- | ----- | ----- | ----- |
| 3012  | ↗3071 | ↗3089 | ↗3187 | ↗3239 | ↘3001 | ↗3015 |
| 2018  | 2019  | 2020  | 2021  |       |       |       |
| ↗3022 | ↘2999 | →2999 | ↗3091 |       |       |       |

### Национальный состав
Доля национальных меньшинств в населении сельсовета выше, чем в среднем по Тамбовскому району и Тамбовской области.
| Национальность | Численность в 2010 году и доля среди указавших национальность |
| -------------- | ------------------------------------------------------------- |
| Русские        | 2602 (88,2%)                                                  |
| Езиды          | 227 (7,7%)                                                    |
| Цыгане         | 71 (2,4%)                                                     |
| Другие         | 49 (1,7%)                                                     |

## Состав сельского поселения
| № | Населённый пункт | Тип населённого пункта       | Население |
| - | ---------------- | ---------------------------- | --------- |
| 1 | Борщёвка         | село                         | ↗193      |
| 2 | Кандауровка      | деревня                      | 9         |
| 3 | Красносвободное  | село, административный центр | ↗2379     |
| 4 | Марьевка         | деревня                      | 26        |
| 5 | Масловка         | деревня                      | 14        |
| 6 | Николаевка       | деревня                      | ↗257      |
| 7 | Отрог            | деревня                      | 57        |
| 8 | Фёдоровка        | деревня                      | 77        |